# ماریا کارولینا
ماریا کارولینا (آلمانی: Maria Karolina von Österreich) ملکهٔ ناپل و سیسیل، همسر فردیناند چهارم بود.